# Orgelet
Orgelet és un municipi francès situat al departament del Jura i a la regió de Borgonya - Franc Comtat. L'any 2007 tenia 1.740 habitants.

## Demografia

### Població
El 2007 la població de fet d'Orgelet era de 1.740 persones. Hi havia 740 famílies de les quals 280 eren unipersonals (116 homes vivint sols i 164 dones vivint soles), 212 parelles sense fills, 196 parelles amb fills i 52 famílies monoparentals amb fills.
La població ha evolucionat segons el següent gràfic:
Habitants censats

### Habitatges
El 2007 hi havia 910 habitatges, 758 eren l'habitatge principal de la família, 71 eren segones residències i 81 estaven desocupats. 636 eren cases i 251 eren apartaments. Dels 758 habitatges principals, 446 estaven ocupats pels seus propietaris, 285 estaven llogats i ocupats pels llogaters i 27 estaven cedits a títol gratuït; 29 tenien una cambra, 56 en tenien dues, 142 en tenien tres, 191 en tenien quatre i 340 en tenien cinc o més. 469 habitatges disposaven pel capbaix d'una plaça de pàrquing. A 363 habitatges hi havia un automòbil i a 280 n'hi havia dos o més.

### Piràmide de població
La piràmide de població per edats i sexe el 2009 era:
| Homes | Edats   | Dones |
| ----- | ------- | ----- |
| 0     | 95 o +  | 16    |
| 8     | 90 a 94 | 16    |
| 4     | 85 a 89 | 44    |
| 24    | 80 a 84 | 16    |
| 52    | 75 a 79 | 44    |
| 44    | 70 a 74 | 56    |
| 20    | 65 a 69 | 48    |
| 44    | 60 a 64 | 32    |
| 44    | 55 a 59 | 32    |
| 48    | 50 a 54 | 60    |
| 28    | 45 a 49 | 56    |
| 56    | 40 a 44 | 28    |
| 80    | 35 a 39 | 64    |
| 56    | 30 a 34 | 64    |
| 72    | 25 a 29 | 68    |
| 28    | 20 a 24 | 28    |
| 32    | 15 a 19 | 44    |
| 52    | 10 a 14 | 64    |
| 60    | 5 a 9   | 36    |
| 80    | 0 a 4   | 32    |

## Economia
El 2007 la població en edat de treballar era de 1.018 persones, 786 eren actives i 232 eren inactives. De les 786 persones actives 732 estaven ocupades (399 homes i 333 dones) i 54 estaven aturades (19 homes i 35 dones). De les 232 persones inactives 102 estaven jubilades, 57 estaven estudiant i 73 estaven classificades com a «altres inactius».

### Ingressos
El 2009 a Orgelet hi havia 721 unitats fiscals que integraven 1.596,5 persones, la mediana anual d'ingressos fiscals per persona era de 17.531 €.

### Activitats econòmiques
Dels 149 establiments que hi havia el 2007, 4 eren d'empreses extractives, 5 d'empreses alimentàries, 2 d'empreses de fabricació de material elèctric, 12 d'empreses de fabricació d'altres productes industrials, 16 d'empreses de construcció, 39 d'empreses de comerç i reparació d'automòbils, 8 d'empreses de transport, 6 d'empreses d'hostatgeria i restauració, 1 d'una empresa d'informació i comunicació, 11 d'empreses financeres, 9 d'empreses immobiliàries, 12 d'empreses de serveis, 14 d'entitats de l'administració pública i 10 d'empreses classificades com a «altres activitats de serveis».
Dels 40 establiments de servei als particulars que hi havia el 2009, 1 era una oficina d'administració d'Hisenda pública, 1 gendarmeria, 1 oficina de correu, 3 oficines bancàries, 1 funerària, 4 tallers de reparació d'automòbils i de material agrícola, 2 autoescoles, 5 paletes, 5 fusteries, 3 lampisteries, 2 electricistes, 4 perruqueries, 2 veterinaris, 3 restaurants i 3 agències immobiliàries.
Dels 13 establiments comercials que hi havia el 2009, 1 era un hipermercat, 1 una botiga de més de 120 m², 3 fleques, 1 una fleca, 1 una peixateria, 1 una botiga d'electrodomèstics, 1 una botiga de material de revestiment de parets i terra, 1 un drogueria i 3 floristeries.
L'any 2000 a Orgelet hi havia 16 explotacions agrícoles que ocupaven un total de 828 hectàrees.

## Equipaments sanitaris i escolars
El 2009 hi havia 1 hospital de tractaments de mitja durada (seguiment i rehabilitació), 1 centre de salut, 1 farmàcia i 2 ambulàncies.
El 2009 hi havia 1 escola maternal i 1 escola elemental. Orgelet disposava d'un col·legi d'educació secundària amb 222 alumnes.

## Poblacions més properes
El següent diagrama mostra les poblacions més properes.